# Мускон
Мускон (3-метилциклопентадеканон) — макроциклический кетон, одно из основных составляющих мускуса.

## Свойства
Мускон представляет собой бесцветную вязкую жидкость, обладающую сильным тонким мускусным запахом. В воде нерастворим. Растворим в этаноле и органических растворителях.

## Получение и применение
Мускон получают из желез самца мускусной кабарги. Используют как фиксатор запаха и в качестве душистого вещества.